# Lista primarilor Bârladului
Urmatoarea este o listă a persoanelor ce au îndeplinit funcția de primar al orașului Bârlad.

## Secolul 19
- 1875 - Andrei V. Vasiliu[1]
- 1880 - I. Gane
- 1884 - G. Vidra
- 1884 - D.A.V. Ionescu
- 1890 - George I. Coroi
- 1895 - N.C. Budu
- 1894 - I. Neculau
- 1898 - G. Vidra
- 1899 - I.I. Lupu

## Începutul secolului 20
- 1906 - Theodor G. Emandi
- 1909 - George Vidra[2]
- 1911 - 1912 - N. Gregoriade
- 1913 - I. Stănescu
- 1915 - N. Simionescu

## Perioada interbelică și cea a celui de-al doilea război mondial
- 1923 - Ioan Bontaș
- 1930 - Nicolae Dorin
- 1934 - 1936 - Th. Buzescu
- 1937 - Ion Fodor
- 1941 - 1943 - Iancu Mihăilescu
- 1944 - 1945 - Ioan Bontaș

## Perioada comunistă
- 1946 - Paul Constantinescu
- 1950 - Ștefan Cazacu
- 1950 - Ion Cazacu
- 1950 - Dionisie Oros
- 1956 - Ion Vasile
- 1960 - Vasile Stănescu
- 1964 - Radu Musichi
- 1964 - 1965 - Gheorghe Cilibiu
- 1968 - 1974 - Adam Leică
- 1975 - 1977 - Ioan Berlea
- 1977 - 1980 - Panaite Vicol
- 1980 - 1982 - C. Stoica
- 1982 - 1987 - Panaite Vicol
- 1989 - Dumitru Popa

## După 1989
- 1990-1992: Ion Dumitru
- 1992-1996: Aurel Găvan - FSN
- 1996-2000: Doru Gabriel Craus[3] - PDL
- 2000-2004: Ioan Juverdeanu[4] - PDSR
- 2004-2015: Constantin Constantinescu - PSD
- 2015-2016:	Marin Bunea (interimar) - PSD
- 2016-prezent:	Dumitru Boroș - PNL(din 2024 PSD)